# Кампањак (Аверон)
Кампањак (фр. Campagnac) насеље је и општина у јужној Француској у региону Миди Пирене, у департману Аверон која припада префектури Мијо.
По подацима из 2011. године у општини је живело 452 становника, а густина насељености је износила 10,79 становника/km². Општина се простире на површини од 41,88 km². Налази се на средњој надморској висини од 729 метара (максималној 960 m, а минималној 492 m).

## Демографија
| 1962. | 1968. | 1975. | 1982. | 1990. | 1999. | 2011. |
| ----- | ----- | ----- | ----- | ----- | ----- | ----- |
| 509   | 556   | 458   | 399   | 404   | 396   | 452   |

График промене броја становника у току последњих година